# Quality Distributors
Quality Distributors là một câu lạc bộ bóng đá Guam. Đội bóng thi đấu ở Giải bóng đá vô địch quốc gia Guam. Chức vô địch ở mùa giải 2009–10 đạt được với 100% điểm số – thi đấu 20 trận, toàn thắng 20 trận.

## Danh hiệu
- Giải bóng đá vô địch quốc gia Guam

2007, 2007–08, 2008–09, 2009–10, 2011–12: Vô địch 
- Cúp bóng đá Guam

2008, 2009, 2011